# Дора (сериал)
„Дора“ (на английски: Dora) е анимационен сериал по идея на Крис Гифърд и Валъри Уолш Валдес за стрийминг услугата „Парамаунт+“. Премиерата му е на 12 април 2024 г. Той е рестарт на анимационния сериал „Дора изследователката“ (2000 – 2019).

## Актьорски състав
- Даяна Зерменьо – Дора[1]
- Ашър Спенс – Ботичко[1]
- Марк Уайнър – Хитранко[1]
- Анайрис Киньонес – Карта[1]
- Катарина Скай – Раница[1]
- Дани Бърнщайн – Сърдития стар трол[1]
- Донован Монзон-Сандърс – Тико[1]
- Танди Фомуконг – Иса[1]
- Куинтун Муньоз-Рейдмахър – Бени[1]
- Крис Гифърд – Голямото червено пиле[1]
- Катлийн Херлес – Мами, майката на Дора[1]
- Майк Смит Ривера – Папи, бащата на Дора[1]
- Мария Каналс-Барера – Абуела, бабата на Дора[1]
- Фатима Птасек – Дейзи, братовчедка на Дора
- Бриана Лакатос – Алиша, братовчедка на Дора

## Производство
Рестартът по оригиналния сериал „Дора изследователката“ е обявен през 2021 г. от Браян Робинс по време на събитието ViacomCBS' Investors Day. Сериалът е поръчан от „Парамаунт+“, като първоначално е планиран да излезе през 2023 г., но е преместен до 2024 г.

## Премиера
Премиерата на сериала е излъчена на 12 април 2024 г. (с първи сезон от 26 епизода), ексклузивно по „Парамаунт+“ в САЩ, Канада, Великобритания и Австралия. Сериалът е излъчен по Nick Jr. в световен мащаб.

## В България
В България сериалът е излъчен на същата дата по локалната версия на „Ник Джуниър“. Дублажът е нахсинхронен в студио „Про Филмс“.
| Роля          | Изпълнител |
| ------------- | --- |
| Дора          | Мадлен Христова |
| Ботичко       | Максим Шишков |
| Други гласове | Михаил Георгиев Андрей Манов Ева Ралякова Рада Грозданова Евгения Ангелова Ангелина Русева Марио Иванов Николай Петров |